# Polykarp Kusch
Polykarp Kusch (Blankenburg, 26 januari 1911 – Dallas, 20 maart 1993) was een Amerikaans natuurkundige van Duitse afkomst. In 1955 ontving hij samen met Willis Lamb de Nobelprijs voor de Natuurkunde voor zijn precieze vaststelling dat het magnetisch moment van het elektron groter was dan de theoretische waarde.

## Biografie
Polykarp was nog maar een baby toen hij met zijn familie emigreerde van Duitsland naar de Verenigde Staten, alwaar hij in 1922 Amerikaans staatsburger werd. Zijn opleiding volgde hij aan het Case Institute of Technology. Aanvankelijk wilde hij scheikunde studeren maar veranderde al snel richting de natuurkunde waar hij in 1931 zijn bachelor (B.S.) verkreeg. Voor zijn vervolgstudie ging hij naar de universiteit van Illinois waar hij als onderzoeks-assistent onder begeleiding van professor Francis Wheeler Loomis werkte aan problemen op het gebied van optische moleculaire spectroscopie. In 1933 mocht hij zijn master (M.S.) en in 1936 zijn doctoraat (Ph.D.) in ontvangst nemen. Na zijn studie werkte hij kortstondig samen met professor John Tate aan de universiteit van Minnesota op het terrein van massaspectrometrie.
Van 1937 tot 1972 was Kusch verbonden aan de faculteit natuurkunde van de Columbia-universiteit in New York, uitgezonderd voor onderbrekingen vanwege de Tweede Wereldoorlog. Tijdens de oorlog was hij betrokken in speciaal onderzoek naar militaire toepassingen van vacuümbuizen en microgolfgeneratoren bij Westinghouse Electric Corporation (1941-'42) en Bell Telephone Laboratories (1944-46). De ervaring en kennis die hij hierbij opdeed paste hij na de oorlog toe bij zijn onderzoek naar spectroscopie.
Aan de Columbia-universiteit werkte hij in het begin intensief samen met professor Isidor Isaac Rabi op de eerste radiofrequente spectroscopie-experimenten gebruikmakend van atomaire en moleculaire straling. Zijn onderzoek was voornamelijk gericht op de fijne details van de wisselwerking tussen samengestelde deeltjes van atomen en moleculen onderling en met een uitwendig (extern aangebracht) magnetisch veld. In het speciaal maakte Kusch een zeer nauwkeurige vaststelling van het magnetisch moment van het elektron, afgeleid van de hyperfijne structuur van energieniveaus in bepaalde elementen.
In 1947 vond hij een afwijking van ongeveer 0,1% tussen de waargenomen waarde en de voorspelde theoretische waarde. Hoewel miniem, was deze anomalie van grote betekenis in de theorieën van de interacties van elektronen en elektromagnetische straling (tegenwoordig bekend als kwantumelektrodynamica). Het was voor dit werk dat hij in 1955 werd onderscheiden met de Nobelprijs, samen met Lamb die onafhankelijk maar gerelateerd experimenteel onderzoek deed naar de hyperfijne structuur van het waterstofatoom.
In 1972 verliet hij de Columbia-universiteit om professor natuurkunde en daarna Eugene McDermott Professor te worden aan de universiteit van Texas in Dallas. Vanaf 1985 was hij er emeritus-professor. Hij overleed in 1993.

## Erkenning
Kusch kreeg eredoctoraten van onder andere de Case Institute of Technology, de Ohio State University, de universiteit van Illinois en Colby-college. In 1956 werd hij gekozen tot lid van de National Academy of Sciences.